# Camp de Cartagena
El Camp de Cartagena (en castellà Campo de Cartagena) és una comarca natural del Regió de Múrcia corresponent exactament amb el sud-est peninsular (cap de Palos) i amb capital a la ciutat de Cartagena. Està formada pels municipis de Cartagena, Fuente Álamo i La Unión, amb una població total de 241.547 habitants, dels quals 199.571 viuen al municipi de Cartagena. Limita pel nord amb el Mar Menor i l'Horta de Múrcia, per l'est amb el Baix Guadalentí, per l'oest amb el Baix Segura (País Valencià) i pel sud amb el Mediterrani.
| \| Municipi \| Població \| Extensió \| Densitat \| \| Cartagena \| 199.571 \| 557,5 \| 357,9 \| \| Fuente Álamo \| 11.273 \| 272,70 \| 43,77 \| \| La Unión \| 14.965 \| 24,60 \| 609.02 \| \| Total \| 226.350 \| 854,1 \| 264,9 \| |          |          |          |
| Municipi | Població | Extensió | Densitat |
| Cartagena | 199.571  | 557,5    | 357,9    |
| Fuente Álamo | 11.273   | 272,70   | 43,77    |
| La Unión | 14.965   | 24,60    | 609.02   |
| Total | 226.350  | 854,1    | 264,9    |

Conegut pels romans com a Campus Espartarius, ha estat de sempre un lloc d'excel·lència minera, a la ciutat de La Unión especialment, fins a la dècada de 1940. Des de la dècada dels seixanta es va caracteritzar per una forçada industrialització siderometal·lúrgica a l'àrea de la capital, Cartagena, i la veïna Escombreras. Actualment el Camp de Cartagena és un dels principals productors d'hortalisses, amb una indústria agroalimentària molt desenvolupada a Torre Pacheco.
El Camp de Cartagena va ser l'últim reducte del català a la Regió de Múrcia, el qual es va acabar per extingir a la zona al tombant del segle xv.

## Polèmica amb el Mar Menor
Encara que generalment es dona per fet l'existència d'aquesta comarca, la seva validesa és molt discutida per sectors provincialistes cartageners, els quals opinen que el Mar Menor forma part de la comarca del Camp de Cartagena. Això és degut al fet que, efectivament, en moltes comarcalitzacions realitzades en la província murciana, el Mar Menor constava com a part del Camp de Cartagena. A més, els municipis marmenorencs sempre han format part activa en l'àrea d'influència de la capital cartagenera. El cartagenerisme pretén la creació d'una província per al Camp de Cartagena i el Mar Menor.
El municipi de Mazarrón també forma part històricament de la Comarca del Camp de Cartagena.

## Subcomarca delMar Menor
Encara que administrativament és partit judicial amb seu a San Javier i comarca pròpia, pertany geogràficament al Camp de Cartagena. Són pobles del Mar Menor San Javier, San Pedro del Pinatar, Los Alcázares i Torre Pacheco, amb una població d'uns 60.000 habitants. El municipi de Los Alcázares va ser segregat del de Torre Pacheco en 1983 cosa que el converteix en el més jove de la Regió de Múrcia, juntament amb el de Santomera.
La subcomarca del Mar Menor viu del sector serveis, i de l'agricultura a la seva part interior. Hi destaquen els nuclis turístics de La Manga del Mar Menor (pertanyent al terme municipal de Cartagena) i els pobles de ribera.
| \| Municipi \| Població \| Extensió \| Densitat \| \| Los Alcázares \| 13.532 \| 20,3 \| 675,5 \| \| San Javier \| 17.102 \| 72,9 \| 234,5 \| \| San Pedro del Pinatar \| 13.965 \| 21,4 \| 653.02 \| \| Torre Pacheco \| 21.371 \| 189 \| 113,07 \| \| Total \| 68.004 \| 303,1 \| 224,36 \| |          |          |          |
| Municipi | Població | Extensió | Densitat |
| Los Alcázares | 13.532   | 20,3     | 675,5    |
| San Javier | 17.102   | 72,9     | 234,5    |
| San Pedro del Pinatar | 13.965   | 21,4     | 653.02   |
| Torre Pacheco | 21.371   | 189      | 113,07   |
| Total | 68.004   | 303,1    | 224,36   |